# Lassi Karonen

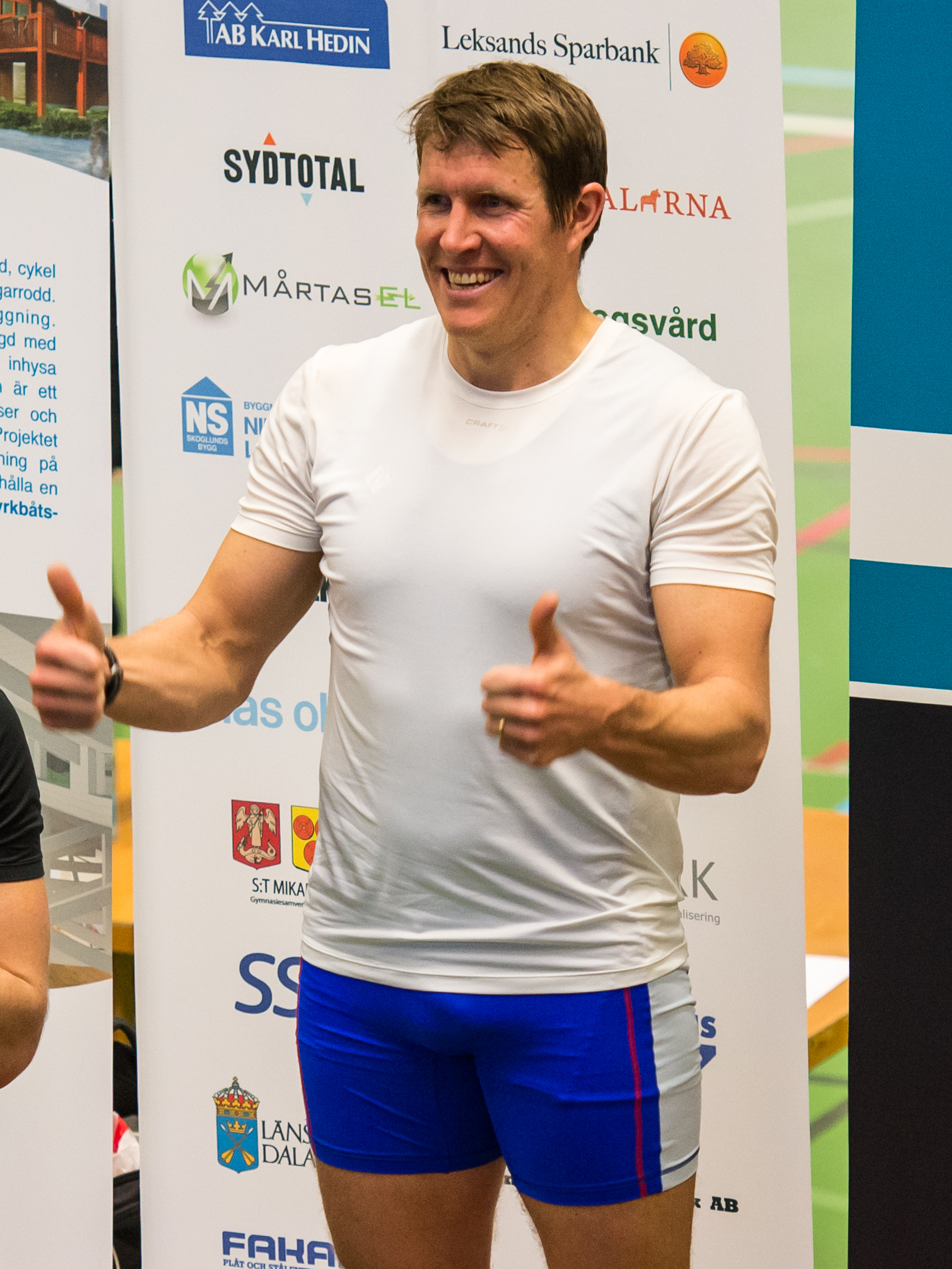
Lassi Karonen nach einem Ruderergometer-Wettbewerb (2013)

Per Lassi Karonen (* 17. März 1976 in Djura, Gemeinde Leksand) ist ein ehemaliger schwedischer Ruderer, der international ausschließlich im Einer antrat.
Lassi Karonen vom Ruderklub Brudpiga RK in Leksand begann 1994 mit dem Rudersport. 2004 erreichte er beim Ruder-Weltcup in München das A-Finale und belegte den fünften Platz. Bei den Weltmeisterschaften 2005 erreichte er als Zweiter des B-Finales den achten Rang in der Gesamtwertung. In der Weltcup-Saison 2006 erreichte er dreimal das A-Finale und belegte einen dritten, einen vierten und einen sechsten Platz. Bei den Weltmeisterschaften in Eton gewann er das B-Finale und wurde insgesamt Siebter. Im Jahr darauf erreichte er bei den Weltmeisterschaften in München auch beim Saisonhöhepunkt das A-Finale und belegte insgesamt den sechsten Platz. Ebenfalls Sechster wurde er bei den Olympischen Spielen 2008 in Peking. 
Nach dem neunten Platz bei den Weltmeisterschaften 2009 gewann der 1,96 m große Karonen bei den Europameisterschaften 2010 in Montemor mit der Silbermedaille hinter dem Tschechen Ondřej Synek seine einzige internationale Medaille. Bei den Weltmeisterschaften 2010 belegte er den siebten Platz. In der Weltcupsaison kam Karonen einmal als Zweiter und zweimal als Dritter ins Ziel, bei den Weltmeisterschaften 2011 erreichte er den fünften Platz. Zum Abschluss seiner Karriere belegte Karonen bei den Olympischen Spielen 2012 in London den vierten Rang.